# Damallsvenskan 2019
La Damallsvenskan 2019, denominata OBOS Damallsvenskan 2019 per ragioni di sponsorizzazione, è stata la 32ª edizione della massima divisione del campionato svedese femminile di calcio. Il campionato è iniziato il 13 aprile 2019 e si è concluso il 26 ottobre 2019. Il campionato è stato vinto dal Rosengård per l'undicesima volta nella sua storia.

## Stagione

### Novità
Dalla Damallsvenskan 2018 sono stati retrocessi in Elitettan l'Hammarby e l'IFK Kalmar. Dall'Elitettan sono stati promossi il Kungsbacka DFF e il KIF Örebro.

### Formato
Le 12 squadre si affrontano in un girone all'italiana con partite di andata e ritorno, per un totale di 22 giornate. La squadra prima classificata è campione di Svezia, mentre le ultime due classificate retrocedono in Elitettan. Le prime due classificate sono ammesse alla UEFA Women's Champions League 2020-2021.

## Squadre partecipanti
| Club                 | Città        | Stadio                                          | Stagione 2018               |
| -------------------- | ------------ | ----------------------------------------------- | --------------------------- |
| Djurgården           | Stoccolma    | Stadio Olimpico                                 | 8º posto in Damallsvenskan  |
| Eskilstuna United    | Eskilstuna   | Tunavallen                                      | 6º posto in Damallsvenskan  |
| KIF Örebro           | Örebro       | Behrn Arena                                     | 2º posto in Elitettan       |
| Kopparbergs/Göteborg | Göteborg     | Valhalla Idrottsplats                           | 2º posto in Damallsvenskan  |
| Kristianstads DFF    | Kristianstad | Vilans Idrottsplats Kristianstads fotbollsarena | 4º posto in Damallsvenskan  |
| Kungsbacka DFF       | Kungsbacka   | Påskbergsvallen A                               | 1º posto in Elitettan       |
| Limhamn Bunkeflo     | Malmö        | Limhamns Idrottsplats                           | 10º posto in Damallsvenskan |
| Linköping            | Linköping    | Linköping Arena                                 | 5º posto in Damallsvenskan  |
| Piteå IF             | Piteå        | LF Arena                                        | Campione di Svezia          |
| Rosengård            | Malmö        | Malmö Idrottsplats                              | 3º posto in Damallsvenskan  |
| Växjö DFF            | Växjö        | Myresjöhus Arena 1                              | 7º posto in Damallsvenskan  |
| Vittsjö GIK          | Vittsjö      | Vittsjö Idrottsplats                            | 9º posto in Damallsvenskan  |

## Classifica finale
Fonte: sito ufficiale.
|  | Pos. | Squadra              | Pt | G  | V  | N  | P  | GF | GS | DR  |
|  | ---- | -------------------- | -- | -- | -- | -- | -- | -- | -- | --- |
|  | 1.   | Rosengård            | 49 | 22 | 14 | 7  | 1  | 51 | 16 | +35 |
|  | 2.   | Kopparbergs/Göteborg | 45 | 22 | 13 | 6  | 3  | 45 | 19 | +26 |
|  | 3.   | Vittsjö GIK          | 41 | 22 | 12 | 5  | 5  | 33 | 13 | +20 |
|  | 4.   | Eskilstuna United    | 38 | 22 | 11 | 5  | 6  | 34 | 19 | +15 |
|  | 5.   | Linköping            | 36 | 22 | 10 | 6  | 6  | 37 | 20 | +17 |
|  | 6.   | Piteå IF             | 34 | 22 | 8  | 10 | 4  | 30 | 21 | +9  |
|  | 7.   | Kristianstads DFF    | 33 | 22 | 9  | 6  | 7  | 38 | 30 | +8  |
|  | 8.   | KIF Örebro           | 30 | 22 | 9  | 3  | 10 | 28 | 30 | -2  |
|  | 9.   | Växjö DFF            | 25 | 22 | 6  | 7  | 9  | 25 | 40 | -15 |
|  | 10.  | Djurgården           | 14 | 22 | 4  | 2  | 16 | 24 | 49 | -25 |
|  | 11.  | Limhamn Bunkeflo     | 14 | 22 | 3  | 5  | 14 | 16 | 46 | -30 |
|  | 12.  | Kungsbacka DFF       | 5  | 22 | 1  | 2  | 19 | 14 | 72 | -58 |

Legenda:
      Campione di Svezia e ammessa alla UEFA Women's Champions League 2020-2021.
      Ammessa alla UEFA Women's Champions League 2020-2021.
      Retrocesse in Elitettan 2020.
Note:
Tre punti a vittoria, uno a pareggio, zero a sconfitta.

## Risultati

### Tabellone
|                   | Dju  | Esk  | KIF  | KGö  | Kri  | Kun  | Lim  | Lin  | Pit  | Ros  | Väx  | Vit  |
| ----------------- | ---- | ---- | ---- | ---- | ---- | ---- | ---- | ---- | ---- | ---- | ---- | ---- |
| Djurgården        | –––– | 0-3  | 1-4  | 1-3  | 0-2  | 3-0  | 0-0  | 2-3  | 3-3  | 0-3  | 3-0  | 1-3  |
| Eskilstuna United | 4-2  | –––– | 0-0  | 2-1  | 5-0  | 3-0  | 1-0  | 2-0  | 1-1  | 0-1  | 0-1  | 1-0  |
| KIF Örebro        | 3-1  | 2-2  | –––– | 0-3  | 0-1  | 1-0  | 0-1  | 1-3  | 1-0  | 0-4  | 1-0  | 1-0  |
| K. Göteborg       | 3-1  | 1-1  | 0-0  | –––– | 2-0  | 6-0  | 3-0  | 1-1  | 1-1  | 0-2  | 2-1  | 2-1  |
| Kristianstad      | 2-0  | 3-0  | 2-0  | 2-2  | –––– | 5-0  | 5-1  | 1-1  | 1-1  | 0-1  | 3-1  | 0-3  |
| Kungsbacka        | 1-2  | 0-4  | 1-5  | 0-3  | 0-5  | –––– | 2-2  | 2-1  | 1-5  | 1-2  | 0-3  | 0-1  |
| Limhamn Bunkeflo  | 0-1  | 0-1  | 1-3  | 0-2  | 2-2  | 2-0  | –––– | 0-4  | 1-1  | 3-2  | 1-1  | 0-3  |
| Linköping         | 4-1  | 0-1  | 4-1  | 1-0  | 0-0  | 2-0  | 3-0  | –––– | 0-0  | 0-0  | 5-0  | 2-1  |
| Piteå             | 1-0  | 3-1  | 0-3  | 1-2  | 2-1  | 3-0  | 2-1  | 1-0  | –––– | 1-1  | 4-1  | 0-0  |
| Rosengård         | 3-1  | 2-1  | 3-1  | 2-2  | 5-1  | 6-1  | 3-0  | 3-3  | 2-0  | –––– | 5-0  | 1-1  |
| Växjö             | 2-1  | 1-1  | 2-1  | 0-2  | 2-2  | 5-5  | 3-1  | 1-0  | 0-0  | 0-0  | –––– | 1-1  |
| Vittsjö           | 2-0  | 1-0  | 1-0  | 2-4  | 2-0  | 3-0  | 4-0  | 2-0  | 0-0  | 0-0  | 2-0  | –––– |

## Statistiche

### Classifica marcatrici
Fonte: sito ufficiale della federazione svedese (SvFF).
| Gol |  |  | Giocatore                  | Squadra                  |
| --- |  |  | -------------------------- | ------------------------ |
| 14  |  |  | Anna Anvegård              | Rosengård (9), Växjö (5) |
| 13  |  |  | Rebecka Blomqvist          | Kopparbergs/Göteborg     |
| 11  |  |  | Therese Ivarsson           | Kristianstad             |
| 11  |  |  | Mia Jalkerud               | Djurgårdens              |
| 10  |  |  | Pauline Hammarlund         | Kopparbergs/Göteborg     |
| 9   |  |  | Stina Blackstenius         | Linköping                |
| 9   |  |  | Michelle De Jongh          | Vittsjö                  |
| 9   |  |  | Julia Karlernäs            | Piteå                    |
| 9   |  |  | Lisa-Marie Karlseng Utland | Rosengård                |
| 9   |  |  | Mimmi Larsson              | Linköping                |
| 9   |  |  | Clara Markstedt            | Vittsjö                  |
| 9   |  |  | Felicia Rogic              | Eskilstuna United        |
| 8   |  |  | Lina Hurtig                | Linköping                |
| 8   |  |  | Madelen Janogy             | Piteå                    |
| 8   |  |  | Heather Williams           | KIF Örebro               |